# Ovillers-la-Boisselle
Ovillers-la-Boisselle (picardisch: Ovilé-l’Boésselle) ist eine nordfranzösische Gemeinde mit 428 Einwohnern (Stand 1. Januar 2022) im Département Somme in der Region Hauts-de-France. Die Gemeinde gehört zum Kanton Albert und ist Teil der Communauté de communes du Pays du Coquelicot.

## Geographie
Der größere Ortsteil La Boisselle liegt an der Départementsstraße D929 (frühere Route nationale 29) von Albert nach Bapaume, 3,5 km nordöstlich von Albert, der Ortsteil Ovillers etwas nördlich dieser Straße.

## Geschichte

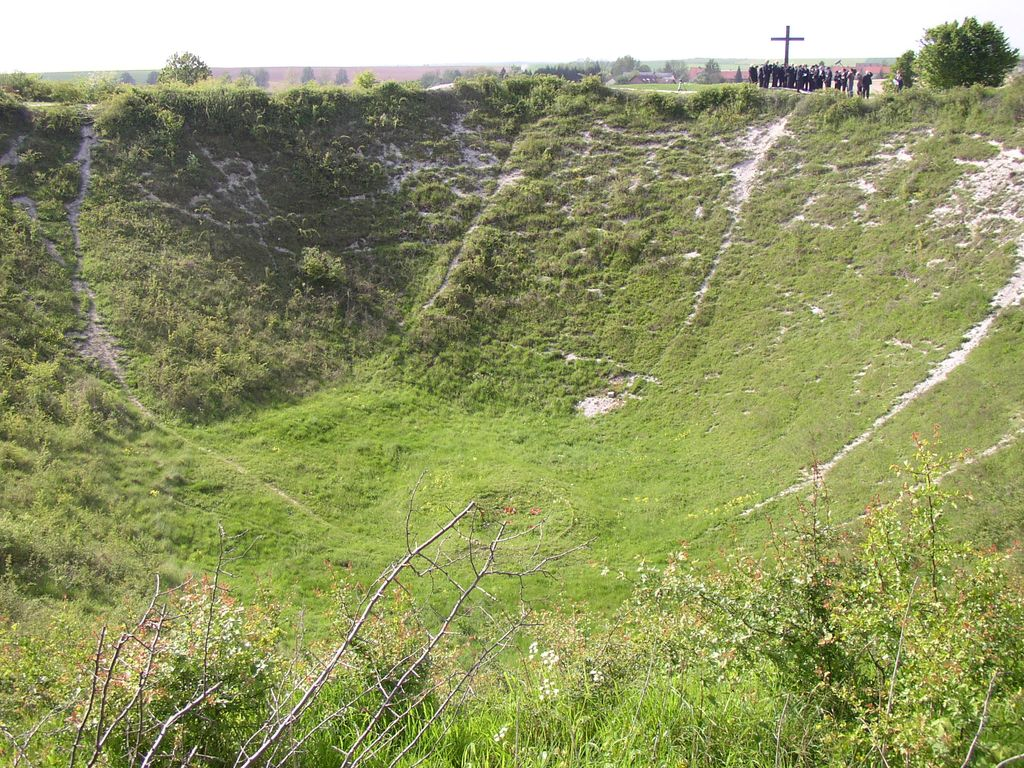
Lochnagar-Krater

Beide Gemeindeteile der hauptsächlich agrarisch geprägten Gemeinde wurden im Juli 1916 im Ersten Weltkrieg in der Schlacht an der Somme zerstört. Durch eine Minenexplosion entstand dabei der 91 m im Durchmesser große und 21 m tiefe Lochnagar-Krater. Die Gemeinde erhielt als Auszeichnung das Croix de guerre 1914–1918.

## Einwohner
| 1962 | 1968 | 1975 | 1982 | 1990 | 1999 | 2006 | 2010 |
| ---- | ---- | ---- | ---- | ---- | ---- | ---- | ---- |
| 354  | 333  | 336  | 390  | 392  | 371  | 354  | 417  |

## Verwaltung
Bürgermeister (maire) ist seit 2008 Line Wattraint.	

## Sehenswürdigkeiten
- Der Minenkrater Lochnagar Crater südlich von La Boisselle, seit 1998 als Monument Historique klassifiziert (Base Mérimée PA80000004)
- Kirche Saint-Pierre in La Boisselle
- Kirche Saint-Vincent in Ovillers
- Zwei britische Soldatenfriedhöfe, davon einer an der D929, der andere südwestlich von Ovillers.
- Australisches Denkmal bei der Ferme du Moquet sowie mehrere weitere Kriegsdenkmäler.